# 白金漢郡旗
白金漢郡旗是英國英格蘭白金漢郡的郡旗，其左側為紅色，右側為黑色，中央有一個天鵝圖案。天鵝標誌系來由於在盎格魯-薩克遜時期白金漢郡曾是王室飼養天鵝的地方。 